# Vrbovac (Chorwacja)
Vrbovac – wieś w Chorwacji, w żupanii bielowarsko-bilogorskiej, w mieście Daruvar. W 2011 roku liczyła 561 mieszkańców.